# Ariel Carreño
Ariel Sebastián Carreño (Córdoba, Argentina, 4 de marzo de 1979) es un exfutbolista argentino. Jugaba como delantero y se retiró en el Club Atlético San Miguel de la Primera C, cuarta categoría del fútbol de Argentina.

## Trayectoria

### Fútbol argentino
Comenzó a entrenar en Paz y Progreso ("La Perrera")de Barrio San Vicente de Córdoba e hizo las divisiones inferiores en el club Unión San Vicente y en el Club Atlético Boca Juniors. Debutó el 16 de agosto de 1998 en el partido Boca Juniors vs. Gimnasia[cita requerida] con victoria para su equipo por 3 a 2. Efectuado su debut, no volvió a jugar nuevamente por lo que fue cedido a préstamo al Club Atlético Chacarita Juniors. En 2001 volvió a Boca. En el año y medio que estuvo en su segunda etapa jugó 16 partidos y metió 5 goles por torneos locales. En el plano internacional, podemos destacar los tantos que marcó frente al Vasco Da Gama de Brasil y la Universidad Católica de Chile por la Copa Mercosur 2001 y los pocos minutos en lo que estuvo presente contra el Bayern Múnich en la final perdida de la Copa Intercontinental 2001.
Tuvo un paso breve por el año 2002, cuando el Club Atlético Nueva Chicago ascendió a la Primera División. En el Apertura 2002 disputó 17 encuentros y gritó en dos oportunidades, uno de ellos a River, el "Torito" terminó décimo séptimo. En el torneo siguiente, Carreño levantó su nivel, estuvo en 16 partidos y metió 8 goles convirtiéndose en el goleador de su equipo. Nueva Chicago finalizó noveno pero de todas formas su promedio no fue el suficiente para zafar de la promoción y debió jugarla contra Argentinos Juniors, a quién venció en un global de 3 a 0. Disputó 38 partidos marcando 10 goles en todo su primer ciclo con la camiseta de Chicago.
También pasó  a préstamo al Club Atlético San Lorenzo de Almagro. En el "Ciclón" jugó 29 partidos y metió 2 goles. Por la Copa Sudamericana, jugó cuatro y convirtió frente a Deportivo Italchacao.
A mediados de 2004 volvió por segunda vez a Boca Juniors. Fue suplente, aunque tuvo algo de continuidad. Por torneos locales sumó 511 minutos y por la Copa Sudamericana jugó 5 encuentros. Así, sumó su segundo título en Boca, antes había ganado el Apertura 98.

### Fútbol colombiano
En julio de 2010 entró en la historia del fútbol colombiano, al realizar un gol, a los 7 segundos de comenzado el partido, entre su club, La Equidad y Junior de Barranquilla. Cabe destacar que fue el gol que le dio la victoria a su club 1-0.
En enero de 2011 tras fichar por Santa Fe, se convierte en el primer jugador en vestir la camiseta de los tres equipos bogotanos de primera división: Millonarios, La Equidad y Santa Fe.

### Vuelta a Argentina
A finales de julio del 2012, acordó su llegada a Nueva Chicago, 2 habiéndose mostrado muy contento por su vuelta a un club donde se lo vio brillar a pesar de no estar en sus mejores condiciones físicas. Nunca logró afianzarse y luego de la temporada disputada, se fue de la institución.
El delantero estuvo seis meses sin jugar profesionalmente, pero a fines de 2013 comenzó a entrenarse con profesionales del Club Atlético Fénix. Por eso, cuando se abrió el mercado de pases, fue fichado por el club de la tercera división del fútbol argentino.

### Fútbol Amateur
A mediados de 2024, decidió volver a las canchas pero esta vez, no en el ámbito profesional, sino en el fútbol amateur, en el torneo "La Rana", donde disfruta sus últimos años como futbolista. En su momento declaró "amo este deporte, jugare hasta que las piernas digan basta". 
El pasado sábado 28 de septiembre, jugando este mismo torneo se enfrentó al equipo "Magliano", en donde en el arco se encuentra el tan conocido y reconocido ex arquero profesional, Lucas "el negro" Tanferna, quien hoy se encuentra como dueño de una carnicería en su barrio natal, Olivos. Estos dos tuvieron una jugada en la que quedaron mano a mano y el duelo lo ganó el ex arquero. Luego del partido, tras el empate, hubo abrazos y anécdotas por los años vividos en el fútbol profesional.

## Clubes
| Club                     | País      | Año       |
| ------------------------ | --------- | --------- |
| C. A. Unión San Vicente  | Argentina | 1996      |
| C. A. Boca Juniors       | Argentina | 1997-1999 |
| C. A. Chacarita          | Argentina | 1999-2000 |
| C. A. Boca Juniors       | Argentina | 2001-2002 |
| C. A. Nueva Chicago      | Argentina | 2002-2003 |
| C. A. San Lorenzo        | Argentina | 2003-2004 |
| C. A. Boca Juniors       | Argentina | 2004      |
| C. F. Puebla             | México    | 2005      |
| C. A. Lanús              | Argentina | 2005      |
| C. A. Tiro Federal       | Argentina | 2006      |
| F. C. Thun               | Suiza     | 2006-2007 |
| C. A. San Martín (S. J.) | Argentina | 2007      |
| Millonarios F. C.        | Colombia  | 2008      |
| C. D. Once Caldas        | Colombia  | 2008-2009 |
| C. D. La Equidad         | Colombia  | 2009-2010 |
| C. I. Santa Fe           | Colombia  | 2011      |
| C. A. Nueva Chicago      | Argentina | 2012-2013 |
| C. A. Fénix              | Argentina | 2014-2015 |
| C. A. San Miguel         | Argentina | 2015      |

## Estadísticas
| Club                                                          | Partidos | Goles | Prom. · |
| ------------------------------------------------------------- | -------- | ----- | ------- |
| Boca Juniors                                                  | 42       | 8     | 0,19    |
| Chacarita Juniors                                             | 16       | 1     | 0,06    |
| Nueva Chicago                                                 | 57       | 10    | 0,19    |
| San Lorenzo                                                   | 33       | 3     | 0,09    |
| Lanús                                                         | 7        | 0     | 0,00    |
| Puebla F. C.                                                  | 15       | 3     | 0,20    |
| Tiro Federal                                                  | 11       | 1     | 0,09    |
| FC Thun                                                       | 13       | 1     | 0,09    |
| San Martín SJ                                                 | 15       | 0     | 0,00    |
| Millonarios                                                   | 9        | 3     | 0,33    |
| Once Caldas                                                   | 37       | 7     | 0,19    |
| La Equidad                                                    | 36       | 8     | 0,21    |
| Santa Fe                                                      | 31       | 1     | 0,03    |
| Total                                                         | 322      | 46    | 0,15    |
| Última actualización: Boca Unidos vs. Nueva Chicago, 31.03.13 |          |       |         |

## Palmarés

### Campeonatos nacionales
| Título              | Club         | País      | Año    |
| ------------------- | ------------ | --------- | ------ |
| Primera División    | Boca Juniors | Argentina | C-1998 |
| Categoría Primera A | Once Caldas  | Colombia  | I-2009 |

### Campeonatos internacionales
| Título            | Club         | País      | Año  |
| ----------------- | ------------ | --------- | ---- |
| Copa Sudamericana | Boca Juniors | Argentina | 2004 |